# Masticazione

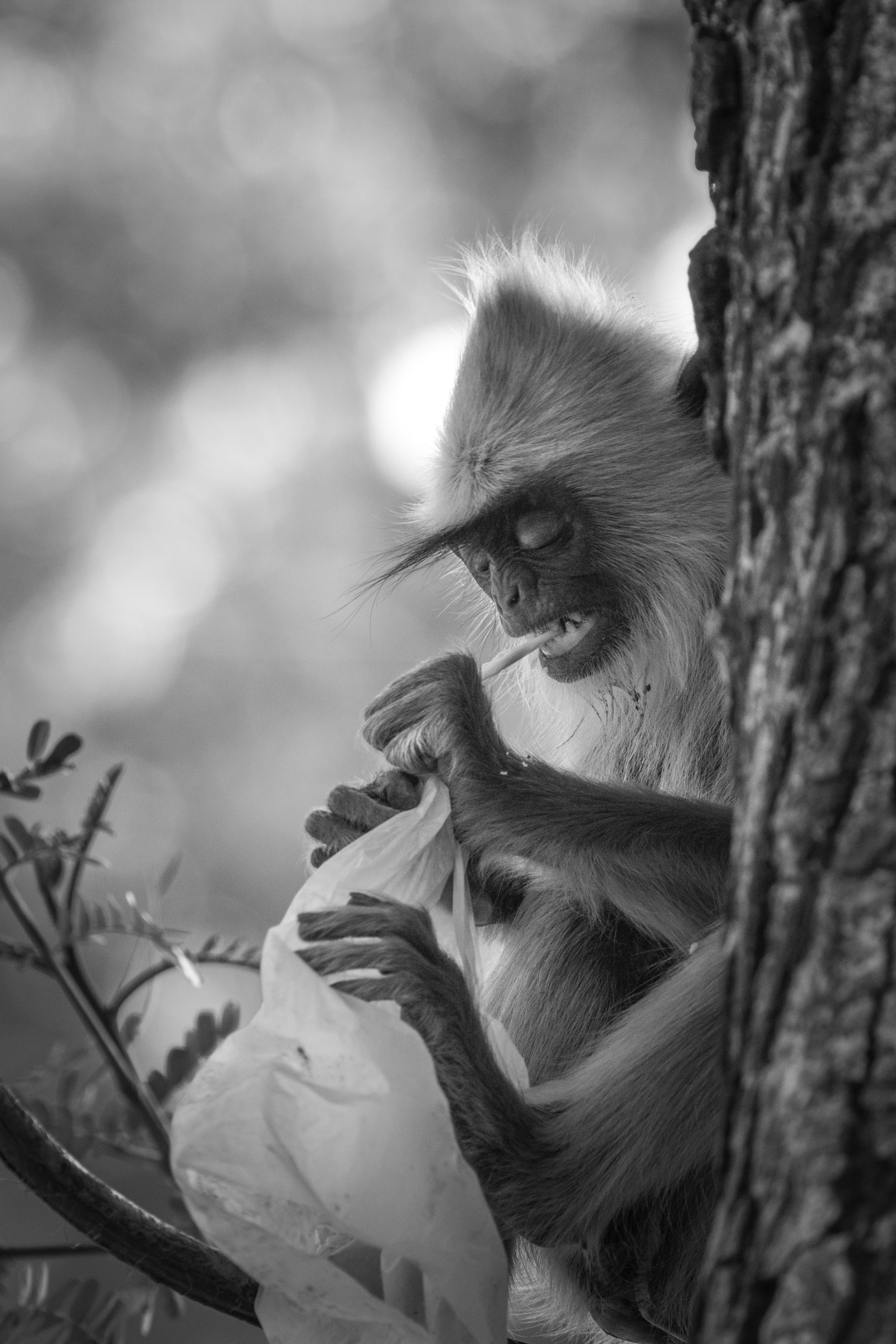
Un esemplare di Semnopithecus priam mastica una busta di plastica

La masticazione è il processo mediante il quale il cibo è frantumato e preparato dai denti. È il primo passo della digestione, e aumenta l'area superficiale del cibo per permettere una migliore azione da parte degli enzimi digestivi. Durante la fase della masticazione il cibo è posizionato tra i denti, per la frantumazione, dalle guance e dalla lingua. Via via che la masticazione continua, il cibo è reso morbido e riscaldato, e gli enzimi della saliva cominciano a scindere i carboidrati dell'alimento. Dopo la masticazione il cibo, chiamato adesso bolo, è deglutito. Esso entra poi nell'esofago e prosegue fino allo stomaco, dove avviene il successivo passo della digestione.
I bovini e altri animali, che sono chiamati ruminanti, masticano il cibo più di una volta, per estrarne più nutrienti. 
La masticazione è una sequenza ripetitiva di apertura e chiusura della mandibola nei 3 piani dello spazio, detta ciclo masticatorio. La masticazione consiste in un numero di tali cicli. La masticazione è principalmente un adattamento, per i mammiferi erbivori.
I carnivori invece generalmente masticano molto poco il cibo o lo inghiottiscono intero o a brandelli.
Il ciclo masticatorio dell'uomo consta di tre fasi:
1. Fase di apertura: la bocca è aperta e la mandibola abbassata
2. Fase di chiusura: la mandibola viene alzata verso la mascella
3. Fase di occlusione o inter-cuspidale: la mandibola è ferma e i denti dell'arcata superiore e di quella inferiore si approssimano.

## Masticazione e funzioni cognitive
L'attività masticatoria è coordinata dal V paio di nervi cranici. Le stesse afferenze trigeminali esercitano una funzione trofica sul Locus coeruleus per la produzione della noradrenalina. Un ruolo della noradrenalina è quello di indurre la microglia a fagocitare il beta-amiloide, che tende ad accumularsi nelle malattie neuro-degenerative, e di inibire la trasformazione della microglia nella versione infiammatoria e fagocitaria, tossica per il tessuto neurale in quanto lo danneggia tramite citochine e chemochine. La disorganizzazione delle informazioni trigeminali sul Locus coeruleus, come può essere una masticazione scorretta, può alterare la sua funzione favorendo l'insorgenza di malattie neuro-degenertive come la demenza presenile di tipo Alzheimer.
Inoltre la masticazione stimola l'ippocampo, un’area del cervello fondamentale per la memoria e l’apprendimento, ed è necessaria per mantenere la sua normale funzione. È stato evidenziato che in presenza di una masticazione compromessa nelle fasi iniziali della vita si assiste a uno sviluppo anomalo di alcune strutture cerebrali. In particolare, all’interno dell’ippocampo, la masticazione compromessa nell’infanzia provoca alterazioni morfologiche, una minore neurogenesi (la nascita di nuovi neuroni) e una minore presenza di fattori neurotropici, cioè di sostanze che regolano la crescita e la sopravvivenza dei neuroni. Il risultato, misurabile, è una minore funzione della memoria spaziale e un peggioramento delle capacità di apprendimento.

## Masticazione e processi digestivi
Il tasso di svuotamento gastrico è significativamente influenzato dall'efficienza masticatoria: un'adeguata triturazione del cibo ne riduce i tempi. I soggetti portatori di protesi dentali mobili per l'edentulia totale e parziale non posso esercitare una funzione masticatoria efficiente quanto quella della dentatura naturale. il disagio legato alla dentiera, una scarsa qualità della protesi o problemi di masticazione possono indurre una restrizione nella selezione del cibo, tendendo ad evitare quelli difficili da masticare. La selezione ridotta di cibi ricchi di fibre dure da masticare potrebbe provocare disturbi gastrointestinali e malnutrizione. 
Una scarsa efficienza masticatoria in pazienti con dispepsia è connessa ad un maggior rischio di alterazione della mucosa gastrica dovuta a stati di infiammazione cronica e a infezione da Helicobacter pylori, specialmente a livello dell'antro pilorico.